# Schonunger Bucht
Die Schonunger Bucht ist ein Komplex aus sieben am Main gelegenen Seen im unterfränkischen Landkreis Schweinfurt, 5 km östlich von Schweinfurt. Der größte Teil der linksmainischen Schonunger Bucht gehört zur rechtsmainischen Gemeinde Schonungen. Die Bucht besteht aus Baggerseen und Überresten des Altmains, der in Schleifen und mit Nebenarmen durch das Areal der heutigen Schonunger Bucht floss, was auf historischen Karten noch erkennbar ist.
Die fünf nördlichen (mainabwärts gelegenen) und die beiden südlichen (mainaufwärts gelegenen) Seen sind miteinander verbunden. Beide Seenkomplexe besitzen zudem jeweils eine Verbindung zum heutigen Main. Die westliche Hälfte des südlichen Komplexes gehört zur linksmainischen Gemeinde Gochsheim.
Unmittelbar südlich (mainaufwärts) liegt eine weitere zu Schonungen gehörende Mainbucht, die Forster Bucht, ein Altwassers des Mains (6 ha).

## Lage
Die Schonunger Bucht liegt zwischen Schonungen und seinem linksmainischen Ortsteil Reichelshof, 2 km mainaufwärts vom Sennfelder Seenkranz. Die einzige Straßenverbindung zur Schonunger Bucht führt über das linksmainische Sennfeld, über eine 3 km lange, gut ausgebaute Stichstraße. Sennfelder Seenkranz und Schonunger Bucht sind durch Auwiesen miteinander verbunden.
| Nebengewässer des Mains: Bereich Schweinfurt und Vororte | Nebengewässer des Mains: Bereich Schweinfurt und Vororte | Nebengewässer des Mains: Bereich Schweinfurt und Vororte | Nebengewässer des Mains: Bereich Schweinfurt und Vororte |
| Name                                                     | Art des Gewässers                                        | Ort                                                      | Main-km1                                                 |
| -------------------------------------------------------- | -------------------------------------------------------- | -------------------------------------------------------- | -------------------------------------------------------- |
| Forster Bucht (L)                                        | Altwasser                                                | Schonungen                                               | 340,2–339,6                                              |
| Schonunger Bucht (L)                                     | Ehem. Flussarme & Baggerseen                             | Schonungen & Gochsheim                                   | 339,5–337,6                                              |
| Sennfelder Seenkranz (L)                                 | Altwasser                                                | Sennfeld                                                 | 335,1–332,6                                              |
| Saumain (L)                                              | Altarm                                                   | Schweinfurt                                              | 333,0–331,5                                              |
| Schleusenkanal (L)                                       | Schleusenkanal                                           | Schweinfurt                                              | 332,5–331,5                                              |
| Oberndorfer Altmainschleife (R)                          | Verlandetes Altwasser                                    | Schweinfurt                                              | 329,3–328.2                                              |
| Altmainschleife Nord (L)                                 | Altwasser & Baggerseen                                   | Grafenrheinfeld & Bergrheinfeld                          | 328,2–327,4                                              |
| Altmainschleife Süd (L)                                  | Altwasser & Baggerseen                                   | Bergrheinfeld                                            | 326,8–324,9                                              |

| Verbindung zum Main keine Verbindung zum Main verlandet |  |
|                                                         |  |

(L) linksmainisch

(R) rechtsmainisch

1 Kilometrierung flussaufwärts (ab der Main-Mündung bei Mainz)

## Geographie
Obwohl die Schonunger Bucht eine Gewässerkombination mit wenigen Überresten des einstigen Mainlaufs und später entstandenen Baggerseen darstellt, trägt sie heute den Charakter von Baggerseen bzw. künstlich angelegten Mainbuchten. Die nördlichen Uferbereiche, mit ihren Wiesen, Wegen und dem Baumbestand, vermitteln heute einen parkähnlichen Eindruck.
An der südwestlichen (linken) Talseite liegt der Burgstall Bergheide, eine abgegangene mittelalterliche Höhenburg. Von hier fällt ein meist bewaldeter Abhang steil hinunter zur Schonunger Bucht. Im südlichen Bereich, bereits auf Höhe der Forster Bucht, fällt der Hang hinunter zu einem 145 m langen, noch erhaltenen Abschnitt des Altmains.

## Geschichte

### Von den Germanen bis ins 20. Jahrhundert
Der Main bildete auf der ersten topografischen Karte (erste Ausgabe 1842) im nordwestlichen Bereich der heutigen Schonunger Bucht eine Ausbuchtung. Der heutige, weitaus größte Teil der Schonunger Bucht entstand durch Ausbaggerungen. Die Sandausbeutung begann 1887. Ab da wurden im Gewerbeverzeichnis der Gemeinde Schonungen „Sandschöpfer“ aufgeführt (Schonunger Bürger, welche den Mainsand von Hand ausgruben und diesen per Kahn von der linken Uferseite herüber transportierten). In den 1930er Jahren begann die maschinelle Ausbaggerung des Geländes.
Bei den Sandgewinnungsarbeiten wurde 1938 ein 7 Meter langer Einbaum ausgegraben. Er wurde um ca. 80 n. Chr. hergestellt und dann vermutlich bis 120 n. Chr. von germanischen Fischern auf dem Main benutzt. Ein Indiz, dass der Altmain damals noch als Nebenarm existierte und von Fischern befahren wurde. Der Fund hatte überregionale Bedeutung, da er das erste sichere Zeugnis für die Anwesenheit der Germanen in dieser Region war.
Nach der Einstellung der Sandausbeute nach dem Krieg wurde das Gelände um die Seen zunächst als Erholungsgebiet mit ca. 230 Parzellen für Wohnwagen und Zelte genutzt. Aus hygienischen Gründen musste das Gebiet 1987 aufgelassen werden. Seit 2010 ist das Campen wieder erlaubt.

## Freizeit
Die Schonunger Bucht zählt zu den Schweinfurter Naherholungsgebieten für Wassersport, u. a mit einem Badestrand entlang der Straße nach Sennfeld. Die Straße führt als Sackgasse am Mainufer unmittelbar auf eine Slipanlage. Direkt am gegenüberliegenden Ufer, auf Schonunger Seite, befindet sich ebenfalls eine Slipanlage an einer Uferstraße. Damit wären die baulichen Voraussetzungen für eine Autofähre vorhanden. Der Dauercampingplatz wurde aufgelöst (siehe: Geschichte) und die Bucht wird heute überwiegend von der Natur geprägt.